# ハンジ・ミュラー
ハンジ・ミュラー（Hansi Müller, 本名:ハンス＝ペーター・ミュラー,Hans-Peter Müller, 1957年7月27日 -）は、ドイツのサッカー選手。選手時代のポジションはミッドフィールダー。左利きの技巧的な攻撃的ミッドフィールダーであり、1980年代初頭にはドイツ国内において最高のサッカー選手の一人と評された。

## 選手経歴
1963年にSVロートの下部組織でサッカーを始め、1969年にVfBシュトゥットガルトの下部組織へ移籍。1975年にブンデスリーガ2部に所属するトップチームに昇格した。シュトゥットガルトでは1976–77シーズンにブンデスリーガ2部優勝に貢献し1部リーグ昇格に貢献するなど中心選手の一人となり、1982年に退団するまでの間にリーグ戦通算186に出場し65得点を記録した。
西ドイツ代表としては1978年4月5日に行われたブラジル代表との親善試合でデビューし、同年6月にアルゼンチンで開催された1978 FIFAワールドカップでは4試合に出場、グループリーグのメキシコ戦で1得点を挙げた。1980年にイタリアで開催されたUEFA欧州選手権1980ではベルント・シュスターらと共にチームを牽引、グループリーグでは2試合連続のアシストを決めるなど、全4試合に出場し優勝に貢献した。大会終了後にはベスト11に選出されたほか、同年にはヨーロッパにおいて最も優れた若手選手に贈られるブラヴォー賞を受賞するなど、選手として最盛期を迎えた。
1981年に入ると怪我の影響もあり、同年9月2日に行われたポーランド代表戦を最後に代表から外れたが、復帰戦となった1982年3月21日のブラジル代表戦では効果的なゲームメイクを行うなど復調を果たした。一方、1982年にスペインで開催された1982 FIFAワールドカップでは膝の状態が芳しくなく、2次リーグのイングランド代表戦と決勝のイタリア代表戦の2試合のみの出場に終わった。その後、1983年9月27日に行われたハンガリー代表を最後に代表から退くまで国際Aマッチ42試合に出場し5得点を記録した。
クラブレベルでは同年7月にイタリアのインテル・ミラノへ移籍。デビュー戦となったエラス・ヴェローナ戦では直接FKを決める活躍を見せ、入団早々にイタリア語を習得するなど環境に適応したが、一方で膝の怪我を抱えていた。1984年にインテルを退団し同じイタリアのカルチョ・コモで1シーズンプレーをした。
1985年7月にオーストリアのFCスヴァロフスキ・チロルへ移籍すると好調なプレーを維持。西ドイツ代表監督のフランツ・ベッケンバウアーはミュラーのプレーを評価し代表復帰の可能性を示唆したが、ミュラー自身が後のインタビューにおいて「当時の代表の中盤にはタレントが揃い、控え選手として代表に復帰する気はなかった」「ベッケンバウアーに『優先順位としてはクラブでのプレーが先にある』と告げたところ、彼も承知した」と評するように復帰が実現することはなった。
その後、2度のリーグ優勝と、UEFAカップ1986-87準決勝進出に貢献し、1990年に現役を引退した。

## 引退後
現役引退後はサッカー解説者やスポーツコンサルタントを務め、1999年から2001年にかけて古巣のVfBシュトゥットガルトのマーケティングディレクターを務めた。この他、2006年にドイツで開催された2006 FIFAワールドカップではシュトゥットガルトの大使、2008年にオーストリアとスイスで共同開催されたUEFA EURO 2008ではインスブルックの大使を務めた。
2011年7月、VfBシュトゥットガルトの監査役に選出された。2015年5月、アレクサンダー・ツォルニガー監督の進退問題についてテレビ局の取材を受けた際、ツォルニガーの続投を明言したことの責任を取り監査役を辞任した。

## 個人成績

### 代表での成績
出典
| 西ドイツ代表 | 西ドイツ代表 | 西ドイツ代表 |
| 年           | 出場         | 得点         |
| ------------ | ------------ | ------------ |
| 1978         | 7            | 2            |
| 1979         | 7            | 0            |
| 1980         | 11           | 3            |
| 1981         | 7            | 0            |
| 1982         | 5            | 0            |
| 1983         | 5            | 0            |
| 通算         | 42           | 5            |

### 代表での得点
出典
| # | 開催日         | 開催地                   | 対戦国           | 結果 | 大会                    |
| - | -------------- | ------------------------ | ---------------- | ---- | ----------------------- |
| 1 | 1978年6月6日   | アルゼンチン、コルドバ   | メキシコ         | 6-0  | 1978 FIFAワールドカップ |
| 2 | 1978年10月11日 | チェコスロバキア、プラハ | チェコスロバキア | 4-3  | 親善試合                |
| 3 | 1980年4月2日   | 西ドイツ、ミュンヘン     | オーストリア     | 1-0  | 親善試合                |
| 4 | 1980年9月10日  | スイス、バーゼル         | スイス           | 3-2  | 親善試合                |
| 5 | 1980年9月10日  | スイス、バーゼル         | スイス           | 3-2  | 親善試合                |

## 獲得タイトル

### 選手

#### クラブ
シュトゥットガルト
- ドイツAユース選手権（ドイツ語版） 1回 (1974-75)[22]

スヴァロフスキ・チロル
- ブンデスリーガ 2回 (1988-89、1989-90)
- オーストリア・カップ 1回 (1987-88)

#### 代表
- UEFA欧州選手権 1回 (1980）

#### 個人
- UEFA欧州選手権 優秀選手 1回 (1980)[4]
- ブラヴォー賞 1回 (1980)[13]